# Puchar IBU w biathlonie 2014/2015
Puchar IBU w biathlonie 2014/2015 siódma edycja tego cyklu zawodów. Pierwsze starty zaplanowane zostały na 28 listopada w norweskim Beitostølen, zaś ostatnie w kanadyjskim Canmore.
Triumfów przed roku bronili Rosjanie Anastasija Zagorujko oraz Aleksiej Slepow.
Wśród kobiet w klasyfikacji generalnej zwyciężyła, Rosjanka Anna Nikulina. Drugie miejsce zajęła Niemka Karolin Horchler, zaś trzecie rodaczka Nikuliny Olga Jakuszowa. Nikulina zwyciężyła także w klasyfikacji sprintu. W klasyfikacji biegu na dochodzenie najlepsza okazała się Rosjanka Jekatierina Jurłowa. W klasyfikacji biegu indywidualnego najlepsza okazała się Austriaczka Christina Rieder. Klasyfikacje drużynową wygrały Rosjanki.
W rywalizacji mężczyzn najlepszy okazał się Niemiec Florian Graf, który wyprzedził Francuza Antonin Guigonnat oraz swojego rodaka Johannesa Kühna. Graf triumfował też w klasyfikacji sprintu. W klasyfikacji biegu na dochodzenie najlepszy okazał się Norweg Lars Helge Birkeland. W klasyfikacji biegu indywidualnego najlepszy okazał się Francuz Clement Dumont. W klasyfikacji drużyn najlepsi okazali się Rosjanie.
Z powodu braku śniegu zawody w Martell zostały odwołane. W zastępstwie rozegrane zostały dodatkowe biegi w Obertilliach oraz Dusznikach-Zdroju.

## Wyniki

### Mężczyźni
| 1. Beitostølen, 28.11. – 30.11.2014 | 1. Beitostølen, 28.11. – 30.11.2014 | 1. Beitostølen, 28.11. – 30.11.2014 | 1. Beitostølen, 28.11. – 30.11.2014 | 1. Beitostølen, 28.11. – 30.11.2014 |
| Data                                | Konkurencja                         | miejsce                             | miejsce                             | miejsce                             |
| ----------------------------------- | ----------------------------------- | ----------------------------------- | ----------------------------------- | ----------------------------------- |
| 29 listopada                        | Sprint na 10 km                     | Andrejs Rastorgujevs                | Lars Berger                         | Michael Willeitner                  |
| 30 listopada                        | Sprint na 10 km                     | Florian Graf                        | Aleksiej Slepow                     | Henrik L’Abée-Lund                  |

| 2. Martell, 12.12 – 14.12.2014 | 2. Martell, 12.12 – 14.12.2014 | 2. Martell, 12.12 – 14.12.2014 | 2. Martell, 12.12 – 14.12.2014 | 2. Martell, 12.12 – 14.12.2014 |
| Data                           | Konkurencja                    | miejsce                        | miejsce                        | miejsce                        |
| ------------------------------ | ------------------------------ | ------------------------------ | ------------------------------ | ------------------------------ |
| 13 grudnia                     | Sprint na 10 km                | Zawody odwołane                | Zawody odwołane                | Zawody odwołane                |
| 14 grudnia                     | Bieg pościgowy na 12,5 km      | Zawody odwołane                | Zawody odwołane                | Zawody odwołane                |

| 3. Obertilliach, 16.12 – 20.12.2014 | 3. Obertilliach, 16.12 – 20.12.2014 | 3. Obertilliach, 16.12 – 20.12.2014 | 3. Obertilliach, 16.12 – 20.12.2014 | 3. Obertilliach, 16.12 – 20.12.2014 |
| Data                                | Konkurencja                         | miejsce                             | miejsce                             | miejsce                             |
| ----------------------------------- | ----------------------------------- | ----------------------------------- | ----------------------------------- | ----------------------------------- |
| 16 grudnia                          | Bieg indywidualny na 20 km          | Witalij Kilczycki                   | Sven Grossegger                     | Piotr Paszczenko                    |
| 17 grudnia                          | Sprint na 10 km                     | Baptiste Jouty                      | Benedikt Doll                       | Antonin Guigonnat                   |
| 19 grudnia                          | Sprint na 10 km                     | Baptiste Jouty                      | Florian Graf                        | Scott Gow                           |

| 4. Duszniki-Zdrój, 9.01 – 11.01.2015 | 4. Duszniki-Zdrój, 9.01 – 11.01.2015 | 4. Duszniki-Zdrój, 9.01 – 11.01.2015 | 4. Duszniki-Zdrój, 9.01 – 11.01.2015 | 4. Duszniki-Zdrój, 9.01 – 11.01.2015 |
| Data                                 | Konkurencja                          | miejsce                              | miejsce                              | miejsce                              |
| ------------------------------------ | ------------------------------------ | ------------------------------------ | ------------------------------------ | ------------------------------------ |
| 9 stycznia                           | Sprint na 10 km                      | Florian Graf                         | Aleksiej Slepow                      | Matwiej Jelisiejew                   |
| 10 stycznia                          | Sprint na 10 km                      | Johannes Kühn                        | Henrik L’Abée-Lund                   | Matwiej Jelisiejew                   |
| 11 stycznia                          | Bieg pościgowy na 12,5 km            | Zawody odwołane                      | Zawody odwołane                      | Zawody odwołane                      |

| 5. Langdorf, 15.01 – 18.01.2015 | 5. Langdorf, 15.01 – 18.01.2015 | 5. Langdorf, 15.01 – 18.01.2015 | 5. Langdorf, 15.01 – 18.01.2015 | 5. Langdorf, 15.01 – 18.01.2015 |
| Data                            | Konkurencja                     | miejsce                         | miejsce                         | miejsce                         |
| ------------------------------- | ------------------------------- | ------------------------------- | ------------------------------- | ------------------------------- |
| 16 stycznia                     | Sprint na 10 km                 | Zawody odwołane                 | Zawody odwołane                 | Zawody odwołane                 |
| 17 stycznia                     | Bieg pościgowy na 12,5 km       | Zawody odwołane                 | Zawody odwołane                 | Zawody odwołane                 |

| 5. Ridnaun, 15.01 – 18.01.2015 | 5. Ridnaun, 15.01 – 18.01.2015 | 5. Ridnaun, 15.01 – 18.01.2015 | 5. Ridnaun, 15.01 – 18.01.2015 | 5. Ridnaun, 15.01 – 18.01.2015 |
| Data                           | Konkurencja                    | miejsce                        | miejsce                        | miejsce                        |
| ------------------------------ | ------------------------------ | ------------------------------ | ------------------------------ | ------------------------------ |
| 16 stycznia                    | Sprint na 10 km                | Aleksiej Slepow                | Lars Helge Birkeland           | Matwiej Jelisiejew             |
| 17 stycznia                    | Bieg pościgowy na 12,5 km      | Lars Helge Birkeland           | Aleksiej Slepow                | Matwiej Jelisiejew             |

| 6. Osrblie, 7.02 – 8.02.2015 | 6. Osrblie, 7.02 – 8.02.2015 | 6. Osrblie, 7.02 – 8.02.2015 | 6. Osrblie, 7.02 – 8.02.2015 | 6. Osrblie, 7.02 – 8.02.2015 |
| Data                         | Konkurencja                  | miejsce                      | miejsce                      | miejsce                      |
| ---------------------------- | ---------------------------- | ---------------------------- | ---------------------------- | ---------------------------- |
| 7 lutego                     | Sprint na 10 km              | Lars Helge Birkeland         | Johannes Kühn                | Aleksiej Korniew             |
| 8 lutego                     | Bieg pościgowy na 12,5 km    | Lars Helge Birkeland         | Johannes Kühn                | Florian Graf                 |

| 7. Canmore, 27.02 – 1.03.2015 | 7. Canmore, 27.02 – 1.03.2015 | 7. Canmore, 27.02 – 1.03.2015 | 7. Canmore, 27.02 – 1.03.2015 | 7. Canmore, 27.02 – 1.03.2015 |
| Data                          | Konkurencja                   | miejsce                       | miejsce                       | miejsce                       |
| ----------------------------- | ----------------------------- | ----------------------------- | ----------------------------- | ----------------------------- |
| 28 lutego                     | Sprint na 10 km               | Aleksiej Korniew              | Antonin Guigonnat             | Baptiste Jouty                |
| 1 marca                       | Sprint na 10 km               | Florian Graf                  | Antonin Guigonnat             | Christoph Stephan             |

| 8. Canmore, 3.03 – 7.03.2015 | 8. Canmore, 3.03 – 7.03.2015 | 8. Canmore, 3.03 – 7.03.2015 | 8. Canmore, 3.03 – 7.03.2015      | 8. Canmore, 3.03 – 7.03.2015 |
| Data                         | Konkurencja                  | miejsce                      | miejsce                           | miejsce                      |
| ---------------------------- | ---------------------------- | ---------------------------- | --------------------------------- | ---------------------------- |
| 4 marca                      | Bieg indywidualny na 20 km   | Matwiej Jelisiejew           | Christoph Stephan                 | Vegard Gjermundshaug         |
| 6 marca                      | Sprint na 10 km              | Christoph Stephan            | David Komatz Vegard Gjermundshaug |                              |

### Kobiety
| 1. Beitostølen, 28.11. – 30.11.2014 | 1. Beitostølen, 28.11. – 30.11.2014 | 1. Beitostølen, 28.11. – 30.11.2014 | 1. Beitostølen, 28.11. – 30.11.2014 | 1. Beitostølen, 28.11. – 30.11.2014 |
| Data                                | Konkurencja                         | miejsce                             | miejsce                             | miejsce                             |
| ----------------------------------- | ----------------------------------- | ----------------------------------- | ----------------------------------- | ----------------------------------- |
| 29 listopada                        | Sprint na 7,5 km                    | Weronika Nowakowska-Ziemniak        | Bente Landheim                      | Fuyuko Suzuki                       |
| 30 listopada                        | Sprint na 7,5 km                    | Jewgienija Sieledcowa               | Justine Braisaz                     | Iryna Kryuko                        |

| 2. Martell, 12.12 – 14.12.2014 | 2. Martell, 12.12 – 14.12.2014 | 2. Martell, 12.12 – 14.12.2014 | 2. Martell, 12.12 – 14.12.2014 | 2. Martell, 12.12 – 14.12.2014 |
| Data                           | Konkurencja                    | miejsce                        | miejsce                        | miejsce                        |
| ------------------------------ | ------------------------------ | ------------------------------ | ------------------------------ | ------------------------------ |
| 13 grudnia                     | Sprint na 10 km                | Zawody odwołane                | Zawody odwołane                | Zawody odwołane                |
| 14 grudnia                     | Bieg pościgowy na 12,5 km      | Zawody odwołane                | Zawody odwołane                | Zawody odwołane                |

| 3. Obertilliach, 16.12 – 20.12.2014 | 3. Obertilliach, 16.12 – 20.12.2014 | 3. Obertilliach, 16.12 – 20.12.2014 | 3. Obertilliach, 16.12 – 20.12.2014 | 3. Obertilliach, 16.12 – 20.12.2014 |
| Data                                | Konkurencja                         | miejsce                             | miejsce                             | miejsce                             |
| ----------------------------------- | ----------------------------------- | ----------------------------------- | ----------------------------------- | ----------------------------------- |
| 16 grudnia                          | Bieg indywidualny na 15 km          | Tina Bachmann                       | Iryna Warwyneć                      | Darja Jurkiewicz                    |
| 17 grudnia                          | Sprint na 7,5 km                    | Federica Sanfilippo                 | Anastasija Merkuszina               | Anna Szczerbinina                   |
| 19 grudnia                          | Sprint na 7,5 km                    | Iryna Warwyneć                      | Federica Sanfilippo                 | Anna Nikulina                       |

| 4. Duszniki-Zdrój, 9.01 – 11.01.2015 | 4. Duszniki-Zdrój, 9.01 – 11.01.2015 | 4. Duszniki-Zdrój, 9.01 – 11.01.2015 | 4. Duszniki-Zdrój, 9.01 – 11.01.2015 | 4. Duszniki-Zdrój, 9.01 – 11.01.2015 |
| Data                                 | Konkurencja                          | miejsce                              | miejsce                              | miejsce                              |
| ------------------------------------ | ------------------------------------ | ------------------------------------ | ------------------------------------ | ------------------------------------ |
| 9 stycznia                           | Sprint na 7,5 km                     | Irina Trusowa                        | Anna NIkulina                        | Jekatierina Jurłowa                  |
| 10 stycznia                          | Sprint na 7,5 km                     | Miriam Gössner                       | Olga Jakuszowa                       | Nadine Horchler                      |
| 11 stycznia                          | Bieg pościgowy na 10 km              | Zawody odwołane                      | Zawody odwołane                      | Zawody odwołane                      |

| 5. Langdorf, 15.01 – 18.01.2015 | 5. Langdorf, 15.01 – 18.01.2015 | 5. Langdorf, 15.01 – 18.01.2015 | 5. Langdorf, 15.01 – 18.01.2015 | 5. Langdorf, 15.01 – 18.01.2015 |
| Data                            | Konkurencja                     | miejsce                         | miejsce                         | miejsce                         |
| ------------------------------- | ------------------------------- | ------------------------------- | ------------------------------- | ------------------------------- |
| 16 stycznia                     | Sprint na 7,5 km                | Zawody odwołane                 | Zawody odwołane                 | Zawody odwołane                 |
| 17 stycznia                     | Bieg pościgowy na 10 km         | Zawody odwołane                 | Zawody odwołane                 | Zawody odwołane                 |

| 5. Ridnaun, 15.01 – 18.01.2015 | 5. Ridnaun, 15.01 – 18.01.2015 | 5. Ridnaun, 15.01 – 18.01.2015 | 5. Ridnaun, 15.01 – 18.01.2015 | 5. Ridnaun, 15.01 – 18.01.2015 |
| Data                           | Konkurencja                    | miejsce                        | miejsce                        | miejsce                        |
| ------------------------------ | ------------------------------ | ------------------------------ | ------------------------------ | ------------------------------ |
| 16 stycznia                    | Sprint na 7,5 km               | Miriam Gössner                 | Jekatierina Jurłowa            | Olga Jakuszowa                 |
| 17 stycznia                    | Bieg pościgowy na 10 km        | Miriam Gössner                 | Jekatierina Jurłowa            | Coline Varcin                  |

| 6. Osrblie, 7.02 – 8.02.2015 | 6. Osrblie, 7.02 – 8.02.2015 | 6. Osrblie, 7.02 – 8.02.2015 | 6. Osrblie, 7.02 – 8.02.2015 | 6. Osrblie, 7.02 – 8.02.2015 |
| Data                         | Konkurencja                  | miejsce                      | miejsce                      | miejsce                      |
| ---------------------------- | ---------------------------- | ---------------------------- | ---------------------------- | ---------------------------- |
| 7 lutego                     | Sprint na 7,5 km             | Galina Nieczkasowa           | Olga Jakuszowa               | Synnøve Solemdal             |
| 8 lutego                     | Bieg pościgowy na 10 km      | Karolin Horchler             | Galina Nieczkasowa           | Olga Jakuszowa               |

| 7. Canmore, 27.02 – 1.03.2015 | 7. Canmore, 27.02 – 1.03.2015 | 7. Canmore, 27.02 – 1.03.2015 | 7. Canmore, 27.02 – 1.03.2015 | 7. Canmore, 27.02 – 1.03.2015 |
| Data                          | Konkurencja                   | miejsce                       | miejsce                       | miejsce                       |
| ----------------------------- | ----------------------------- | ----------------------------- | ----------------------------- | ----------------------------- |
| 28 lutego                     | Sprint na 7,5 km              | Karolin Horchler              | Emma Lunder                   | Marine Bolliet                |
| 1 marca                       | Sprint na 7,5 km              | Karolin Horchler              | Zina Kocher                   | Marine Bolliet                |

| 8. Canmore, 3.03 – 7.03.2015 | 8. Canmore, 3.03 – 7.03.2015 | 8. Canmore, 3.03 – 7.03.2015 | 8. Canmore, 3.03 – 7.03.2015 | 8. Canmore, 3.03 – 7.03.2015 |
| Data                         | Konkurencja                  | miejsce                      | miejsce                      | miejsce                      |
| ---------------------------- | ---------------------------- | ---------------------------- | ---------------------------- | ---------------------------- |
| 4 marca                      | Bieg indywidualny na 15 km   | Karolin Horchler             | Kaia Wøien Nicolaisen        | Marine Bolliet               |
| 6 marca                      | Sprint na 7,5 km             | Anna Nikulina                | Karolin Horchler             | Marine Bolliet               |

### Sztafety mieszane
| 3. Obertilliach, 16.12 – 20.12.2014 | 3. Obertilliach, 16.12 – 20.12.2014     | 3. Obertilliach, 16.12 – 20.12.2014                                                  | 3. Obertilliach, 16.12 – 20.12.2014                                      | 3. Obertilliach, 16.12 – 20.12.2014                                        |
| Data                                | Konkurencja                             | miejsce                                                                              | miejsce                                                                  | miejsce                                                                    |
| ----------------------------------- | --------------------------------------- | ------------------------------------------------------------------------------------ | ------------------------------------------------------------------------ | -------------------------------------------------------------------------- |
| 20 grudnia                          | Sztafeta mieszana 2 * 6 km + 2 * 7,5 km | Norwegia Thekla Brun-Lie · Hilde Fenne · Vegard Gjermundshaug · Lars Helge Birkeland | Niemcy Annika Knoll · Maren Hammerschmidt · Florian Graf · Benedikt Doll | Francja Lena Arnaud · Chloé Chevalier · Baptiste Jouty · Antonin Guigonnat |

| 5. Ridnaun, 15.01 – 18.01.2015 | 5. Ridnaun, 15.01 – 18.01.2015          | 5. Ridnaun, 15.01 – 18.01.2015                                             | 5. Ridnaun, 15.01 – 18.01.2015                                               | 5. Ridnaun, 15.01 – 18.01.2015                                                  |
| Data                           | Konkurencja                             | miejsce                                                                    | miejsce                                                                      | miejsce                                                                         |
| ------------------------------ | --------------------------------------- | -------------------------------------------------------------------------- | ---------------------------------------------------------------------------- | ------------------------------------------------------------------------------- |
| 18 stycznia                    | Sztafeta mieszana 2 * 6 km + 2 * 7,5 km | Niemcy Annika Knoll · Karolin Horchler · Johannes Kühn · Christoph Stephan | Francja Anaïs Chevalier · Coline Varcin · Florent Claude · Antonin Guigonnat | Rosja Olga Jakuszowa · Jekatierina Jurłowa · Timur Maknabetow · Aleksiej Slepow |

| 8. Canmore, 3.03 – 7.03.2015 | 8. Canmore, 3.03 – 7.03.2015            | 8. Canmore, 3.03 – 7.03.2015                                                  | 8. Canmore, 3.03 – 7.03.2015                                                    | 8. Canmore, 3.03 – 7.03.2015                                                       |
| Data                         | Konkurencja                             | miejsce                                                                       | miejsce                                                                         | miejsce                                                                            |
| ---------------------------- | --------------------------------------- | ----------------------------------------------------------------------------- | ------------------------------------------------------------------------------- | ---------------------------------------------------------------------------------- |
| 7 marca                      | Sztafeta mieszana 2 * 6 km + 2 * 7,5 km | Francja Anaïs Chevalier · Marine Bolliet · Baptiste Jouty · Antonin Guigonnat | Austria Christina Rieder · Susanne Hoffmann · Michael Reiter · Friedrich Pinter | Włochy Alexia Runggaldier · Federica Sanfilippo · Pietro Dutto · Giuseppe Montello |

### Wyniki Polaków
Kobiety
| Zawodniczka            | SP | SP | SP   | PU   | IN | SP | SP | IN | SP | PU   | SP   | PU   | SP | PU | SP | PU | SP | SP | IN | SP |
| K. Batożyńska          | –  | 50 | odw. | odw. | 51 | 81 | 69 | 69 | –  | odw. | odw. | odw. | 71 | q  | –  | –  | –  | –  | –  | –  |
| K. Guzik               | –  | –  | odw. | odw. | –  | –  | –  | –  | 10 | odw. | odw. | odw. | –  | –  | –  | –  | –  | –  | –  | –  |
| M. Gwizdoń             | –  | –  | odw. | odw. | –  | –  | –  | –  | 5  | odw. | odw. | odw. | –  | –  | –  | –  | –  | –  | –  | –  |
| M. Hojnisz             | 44 | 17 | odw. | odw. | –  | –  | –  | –  | –  | odw. | odw. | odw. | –  | –  | –  | –  | –  | –  | –  | –  |
| P. Hojnisz             | –  | –  | odw. | odw. | 38 | –  | –  | 37 | 24 | odw. | odw. | odw. | –  | –  | 27 | 34 | –  | –  | –  | –  |
| B. Lassak              | –  | –  | odw. | odw. | –  | 36 | 78 | –  | –  | odw. | odw. | odw. | –  | –  | –  | –  | –  | –  | –  | –  |
| A. Mąka                | 17 | 33 | odw. | odw. | 25 | 13 | 70 | 47 | 44 | odw. | odw. | odw. | 62 | q  | –  | –  | –  | –  | –  | –  |
| K. Mitoraj             | 18 | –  | odw. | odw. | –  | –  | –  | –  | –  | odw. | odw. | odw. | –  | –  | –  | –  | –  | –  | –  | –  |
| W. Nowakowska-Ziemniak | 1  | 13 | odw. | odw. | –  | –  | –  | –  | 23 | odw. | odw. | odw. | –  | –  | –  | –  | –  | –  | –  | –  |
| K. Pitoń               | –  | –  | odw. | odw. | 59 | 36 | 20 | –  | 4  | odw. | odw. | odw. | 29 | 28 | –  | –  | –  | –  | –  | –  |

Mężczyźni
| Zawodnik          | SP | SP | SP   | PU   | IN | SP  | SP  | IN | SP  | PU   | SP   | PU   | SP  | PU  | SP | PU  | SP | SP | IN | SP |
| K. Cymerman       | –  | –  | odw. | odw. | –  | –   | –   | 79 | 93  | odw. | odw. | odw. | –   | –   | 59 | LAP | –  | –  | –  | –  |
| G. Guzik          | –  | –  | odw. | odw. | 34 | 103 | –   | –  | –   | odw. | odw. | odw. | –   | –   | –  | –   | –  | –  | –  | –  |
| K. Guzik          | –  | –  | odw. | odw. | –  | –   | 108 | –  | –   | odw. | odw. | odw. | –   | –   | –  | –   | –  | –  | –  | –  |
| T. Jakieła        | 71 | 69 | odw. | odw. | –  | –   | –   | 64 | 69  | odw. | odw. | odw. | –   | –   | –  | –   | –  | –  | –  | –  |
| G. Jakubowicz     | –  | –  | odw. | odw. | 89 | 89  | 73  | 80 | 76  | odw. | odw. | odw. | 63  | q   | 48 | 49  | –  | –  | –  | –  |
| M. Janik          | 46 | 36 | odw. | odw. | –  | –   | –   | 52 | –   | odw. | odw. | odw. | –   | –   | –  | –   | –  | –  | –  | –  |
| A. Nędza-Kubiniec | –  | –  | odw. | odw. | 27 | 57  | 94  | –  | –   | odw. | odw. | odw. | 102 | q   | 66 | q   | –  | –  | –  | –  |
| M. Nędza-Kubiniec | –  | –  | odw. | odw. | –  | –   | –   | –  | DNF | odw. | odw. | odw. | 100 | q   | –  | –   | –  | –  | –  | –  |
| R. Penar          | 77 | 60 | odw. | odw. | –  | –   | –   | 76 | 89  | odw. | odw. | odw. | –   | –   | –  | –   | –  | –  | –  | –  |
| M. Piasecki       | 86 | 84 | odw. | odw. | –  | –   | –   | –  | –   | odw. | odw. | odw. | –   | –   | –  | –   | –  | –  | –  | –  |
| K. Pływaczyk      | –  | –  | odw. | odw. | 16 | 28  | 41  | –  | –   | odw. | odw. | odw. | –   | –   | –  | –   | –  | –  | –  | –  |
| Ł. Szczurek       | –  | –  | odw. | odw. | –  | –   | –   | 40 | 54  | odw. | odw. | odw. | 47  | DNS | –  | –   | –  | –  | –  | –  |

Sztafety mieszane
| RM | RM | RM |
| -- | -- | -- |
| 15 | 14 | –  |

| Legenda oznaczeń | Legenda oznaczeń                                                          |
| ---------------- | ------------------------------------------------------------------------- |
| SP               | Sprint                                                                    |
| PU               | Bieg pościgowy (na dochodzenie)                                           |
| IN               | Bieg indywidualny                                                         |
| MS               | Bieg masowy                                                               |
| RL               | Sztafeta                                                                  |
| MR               | Sztafeta mieszana                                                         |
| SR               | Pojedyncza sztafeta mieszana                                              |
| DNS              | Zawodnik/czka został/a zgłoszony/a do rywalizacji, ale nie wystartował/a. |
| DNF              | Zawodnik/czka nie ukończył/a biegu.                                       |
| DSQ              | Zawodnik/czka został/a zdyskwalifikowany/a.                               |
| LPD              | Zawodnik/czka został/a zdublowany/a.                                      |
| q                | Zawodnik/czka nie zakwalifikował/a się do biegu pościgowego.              |
| –                | Zawodnik/czka nie startował/a w konkursie.                                |
| odw.             | Zawody zostały odwołane.                                                  |
| Kolory           |                                                                           |
| Złoty            | Pierwsze miejsce                                                          |
| Srebrny          | Drugie miejsce                                                            |
| Brązowy          | Trzecie miejsce                                                           |
| Jasnoniebieski   | miejsca 4 - 40                                                            |
| czerwony         | DSQ, DNF, DNS                                                             |

## Klasyfikacje

### Mężczyźni
| Miejsce | Imię                 | Punkty |
| ------- | -------------------- | ------ |
| 1.      | Florian Graf         | 625    |
| 2       | Antonin Guigonnat    | 520    |
| 3.      | Johannes Kühn        | 502    |
| 4.      | Vegard Gjermundshaug | 502    |
| 5.      | Aleksiej Slepow      | 499    |
| 6.      | Christoph Stephan    | 499    |
| 7.      | Lars Helge Birkeland | 477    |
| 8.      | Matthias Bischl      | 469    |
| 9.      | Matwiej Jelisiejew   | 419    |
| 10.     | Baptiste Jouty       | 388    |

| Miejsce | Imię                   | Punkty |
| ------- | ---------------------- | ------ |
| 11.     | Anton Babikov          | 387    |
| 12.     | Florent Claude         | 378    |
| 13.     | Andreas Dahloe Waernes | 339    |
| 14.     | Matej Krupcik          | 298    |
| 15.     | Clement Dumont         | 291    |
| 16.     | Håvard Bogetveit       | 290    |
| 17.     | Michael Reiter         | 274    |
| 18.     | Aleksandr Peczenkin    | 269    |
| 19.     | Piotr Paszczenko       | 250    |
| 20.     | Lorenz Waeger          | 243    |

| Miejsce | Imię               | Punkty |
| ------- | ------------------ | ------ |
| 1.      | Clement Dumont     | 100    |
| 2.      | Matwiej Jelisiejew | 92     |
| 3.      | Matthias Bischl    | 89     |
| 4.      | Johannes Kühn      | 81     |
| 5.      | Piotr Paszczenko   | 78     |
| 6.      | Anton Babikov      | 77     |
| 7.      | Antonin Guigonnat  | 65     |
| 8.      | Aleksiej Wołkow    | 60     |
| 9.      | Witalij Kilczycki  | 60     |
| 10.     | Lorenz Waeger      | 59     |

| Miejsce | Imię                 | Punkty |
| ------- | -------------------- | ------ |
| 1.      | Florian Graf         | 468    |
| 2.      | Antonin Guigonnat    | 385    |
| 3.      | Aleksiej Slepow      | 363    |
| 4.      | Vegard Gjermundshaug | 352    |
| 5.      | Christoph Stephan    | 330    |
| 6.      | Johannes Kühn        | 318    |
| 7.      | Baptiste Jouty       | 314    |
| 8.      | Matthias Bischl      | 285    |
| 9.      | Matwiej Jelisiejew   | 276    |
| 10.     | Lars Helge Birkeland | 274    |

| Miejsce | Imię                 | Punkty |
| ------- | -------------------- | ------ |
| 1.      | Lars Helge Birkeland | 163    |
| 2       | Aleksiej Slepow      | 114    |
| 3.      | Christoph Stephan    | 111    |
| 4.      | Florian Graf         | 110    |
| 5.      | Johannes Kühn        | 103    |
| 6.      | Vegard Gjermundshaug | 102    |
| 7.      | Matthias Bischl      | 95     |
| 8.      | Håvard Bogetveit     | 78     |
| 9.      | Antonin Guigonnat    | 70     |
| 10.     | Florent Claude       | 69     |

| Miejsce | Kraj       | Punkty |
| ------- | ---------- | ------ |
| 1.      | Rosja      | 6740   |
| 2.      | Niemcy     | 6720   |
| 3.      | Norwegia   | 6688   |
| 4.      | Francja    | 6221   |
| 5.      | Austria    | 5757   |
| 6.      | Włochy     | 5162   |
| 7.      | Czechy     | 5049   |
| 8.      | Szwajcaria | 4607   |
| 9.      | Ukraina    | 4588   |
| 10.     | Rumunia    | 4258   |

### Kobiety
| Miejsce | Imię               | Punkty |
| ------- | ------------------ | ------ |
| 1.      | Anna Nikulina      | 516    |
| 2       | Karolin Horchler   | 492    |
| 3.      | Olga Jakuszowa     | 451    |
| 4.      | Galina Nieczkasowa | 409    |
| 5.      | Tatiana Siemenowa  | 389    |
| 6.      | Anaïs Chevalier    | 365    |
| 7.      | Bente Landheim     | 349    |
| 8.      | Miriam Gössner     | 348    |
| 9.      | Alexia Runggaldier | 346    |
| 10.     | Thekla Brun-Lie    | 343    |

| Miejsce | Imię                  | Punkty |
| ------- | --------------------- | ------ |
| 11.     | Tina Bachmann         | 314    |
| 12.     | Jekatierina Jurłowa   | 308    |
| 13.     | Kaia Wøien Nicolaisen | 288    |
| 14.     | Lea Johanidesova      | 282    |
| 15.     | Chloé Chevalier       | 280    |
| 16.     | Nadine Horchler       | 255    |
| 17.     | Iryna Warwyneć        | 254    |
| 18.     | Lucie Charvátová      | 251    |
| 19.     | Annika Knoll          | 249    |
| 20.     | Federica Sanfilippo   | 244    |

| Miejsce | Imię               | Punkty |
| ------- | ------------------ | ------ |
| 1.      | Christina Rieder   | 103    |
| 2.      | Lea Johanidesova   | 92     |
| 3.      | Tina Bachmann      | 89     |
| 4.      | Anaïs Chevalier    | 83     |
| 5.      | Karolin Horchler   | 80     |
| 6.      | Darja Jurkiewicz   | 76     |
| 7.      | Iryna Warwyneć     | 75     |
| 8.      | Galina Nieczkasowa | 70     |
| 9.      | Alexia Runggaldier | 68     |
| 10.     | Susanne Hoffmann   | 62     |

| Miejsce | Imię                | Punkty |
| ------- | ------------------- | ------ |
| 1.      | Anna Nikulina       | 416    |
| 2.      | Olga Jakuszowa      | 337    |
| 3.      | Karolin Horchler    | 314    |
| 4.      | Galina Nieczkasowa  | 265    |
| 5.      | Bente Landheim      | 260    |
| 6.      | Miriam Gössner      | 258    |
| 7.      | Thekla Brun-Lie     | 244    |
| 8.      | Tatiana Siemenowa   | 236    |
| 9.      | Anaïs Chevalier     | 218    |
| 10.     | Federica Sanfilippo | 212    |

| Miejsce | Imię                | Punkty |
| ------- | ------------------- | ------ |
| 1.      | Jekatierina Jurłowa | 102    |
| 2       | Karolin Horchler    | 98     |
| 3.      | Tatiana Siemenowa   | 97     |
| 4.      | Alexia Runggaldier  | 81     |
| 5.      | Annika Knoll        | 81     |
| 6.      | Olga Jakuszowa      | 78     |
| 7.      | Coline Varcin       | 76     |
| 8.      | Galina Nieczkasowa  | 74     |
| 9.      | Thekla Brun-Lie     | 65     |
| 10.     | Anaïs Chevalier     | 64     |

| Miejsce | Kraj       | Punkty |
| ------- | ---------- | ------ |
| 1.      | Rosja      | 6728   |
| 2.      | Niemcy     | 6578   |
| 3.      | Norwegia   | 6178   |
| 4.      | Czechy     | 5599   |
| 5.      | Francja    | 5330   |
| 6.      | Austria    | 5288   |
| 7.      | Szwajcaria | 4658   |
| 8.      | Białoruś   | 4205   |
| 9.      | Ukraina    | 4074   |
| 10.     | Polska     | 3969   |